# Brje pri Koprivi
Brje pri Koprivi – wieś w Słowenii, w gminie Sežana. W 2018 roku liczyła 37 mieszkańców.